# 옥계초등학교 남양분교
옥계초등학교 남양분교는 대한민국 강원특별자치도 강릉시 옥계면 남양리에 있었던 공립 초등학교이다.

## 연혁
- 1933년 6월 1일 남양간이학교로 개교
- 1944년 5월 30일 남양국민학교로 승격
- 1995년 2월 15일 제46회 졸업식
- 1995년 3월 1일 옥계초등학교 남양분교장으로 격하
- 2011년 3월 1일 폐교